# (3871) Reiz
(3871) Reiz es un asteroide perteneciente al cinturón de asteroides, descubierto el 18 de febrero de 1982 por Richard Martin West desde el Observatorio de La Silla, Chile.

## Designación y nombre
Designado provisionalmente como 1982 DR2. Fue nombrado Reiz en homenaje al profesor emérito danés Anders Reiz amigo del descubridor.